# Riverview (Delaware)
Riverview és una concentració de població designada pel cens dels Estats Units a l'estat de Delaware. Segons el cens del 2000 tenia 1.583 habitants.

## Demografia
Segons el cens del 2000, Riverview tenia 1.583 habitants, 560 habitatges, i 455 famílies. La densitat de població era de 169,8 habitants/km².
Dels 560 habitatges en un 41,4% hi vivien nens de menys de 18 anys, en un 69,3% hi vivien parelles casades, en un 8,4% dones solteres, i en un 18,6% no eren unitats familiars. En el 13,8% dels habitatges hi vivien persones soles el 3,4% de les quals corresponia a persones de 65 anys o més que vivien soles. El nombre mitjà de persones vivint en cada habitatge era de 2,83 i el nombre mitjà de persones que vivien en cada família era de 3,09.
Per edats la població es repartia de la següent manera: un 28,1% tenia menys de 18 anys, un 7,4% entre 18 i 24, un 33% entre 25 i 44, un 24,1% de 45 a 60 i un 7,3% 65 anys o més.
L'edat mediana era de 36 anys. Per cada 100 dones de 18 o més anys hi havia 94,5 homes.
La renda mediana per habitatge era de 64.219 $ i la renda mediana per família de 66.250 $. Els homes tenien una renda mediana de 39.458 $ mentre que les dones 24.605 $. La renda per capita de la població era de 22.766 $. Aproximadament el 0,9% de les famílies estaven per davall del llindar de pobresa.

## Poblacions més properes
El següent diagrama mostra les poblacions més properes.